# Victor de Marolles
Le vicomte Victor Charles Maurice de Quatre Solz de Marolles (1er juillet 1836 à Pontoise - 10 mars 1912 à Paris), appelé par convenance Victor de Marolles, est un magistrat puis journaliste au service de La Corporation, journal de l’Œuvre des cercles catholiques d’ouvriers, qui devient le premier président du Syndicat des journalistes français, créé en 1886.

## Biographie

### Procureur puis journaliste et syndicaliste
Victor de Marolles était originaire de Marolles-en-Brie, dont le château appartenait depuis le XVIe siècle à sa famille, les Quatresolz, très active au Parlement de Paris. Arrière petit-fils de Nicolas-Michel Quatresolz de Marolles, il est le fils de Paulin Quatre-Solz de Marolles, président du tribunal de Mantes, et de Victoire Amélie de Corlieu. Il épouse une petite-fille d'Alexandre Roëttiers de Montaleau.
Docteur en droit, procureur sous le Second Empire de Napoléon III, puis procureur de la République après 1870, il démissionne de la magistrature lors des premiers décrets d'expulsion des congrégations.
Il a dirigé l'organe officiel de l’Œuvre des cercles catholiques d’ouvriers, qui s'appelait alors La Corporation.
Devenu ainsi journaliste, il fonda le 25 mars 1886, en la fête de l'Annonciation, la première des corporations prévues par le programme des Cercles : la "Corporation des publicistes chrétiens", qu'il présida le premier. 
Lors d'une première réunion préparatoire qui a lieu le 10 février 1886 dans les bureaux de l'Œuvre des cercles catholiques d’ouvriers, il est proposé de la créer sous le titre « Association de journalistes et publicistes chrétiens » et des statuts sont rédigés. Mais des objections mènent finalement à l’appeler plutôt « Corporation des chrétiens publicistes, syndicat des journalistes et des écrivains français ». La fondation officielle est effectuée le 26 avril 1886. L'association est domiciliée dans les locaux de l'Œuvre des cercles catholiques d’ouvriers.
Vouée à l’apostolat par l’écriture, cette corporation avait une communion d’idéal, de défense des intérêts professionnels, de dévouement et de cordialité. Victor de Marolles institua des dîners mensuels auxquels étaient invités des personnages de marque, visiteurs étrangers et autres, précédés par des "messes corporatives", généralement dites par l’Aumônier de la Corporation. Un Bulletin mensuel fut créé deux ans plus tard, le 25 mars 1888.

### Écrivain
Également écrivain, Victor de Marolles a publié plusieurs livres, dont  « Lettres d'une mère, Épisode de la terreur 1791-1793 » regroupant les lettres que son aïeule Mme Charlotte de Quatre-Solz de Marolles, née de Barentin de Montchal écrivit pendant la Révolution française à son fils, lieutenant au régiment de Béarn, devenu régiment d'Agénois, à Saint-Domingue, ainsi que divers autres textes liées à son arrestation, sa condamnation et sa décapitation. Ce texte donne des aperçus sur cette période tragique. 
En 1895, la « Corporation des chrétiens publicistes, syndicat des journalistes et des écrivains français » décida de se scinder en deux sections : la presse et le livre. Les statuts, déposés à la Préfecture, constatent la fondation cette année-là du Syndicat des journalistes français et d’un Syndicat des écrivains français, qui deviendra le Syndicat des écrivains catholiques. En 1895, la Corporation décide de fonder une caisse de retraite, suivie en 1903 d'une caisse de prévoyance.
En 1904, Victor de Marolles fut élu président de ce Syndicat des écrivains, qui comptait alors 62 membres, tandis qu'il y en avait 136 au Syndicat des journalistes français.

### Maire de Marolles-en-Brie
Représentant du « comte de Chambord » dans l'arrondissement de Coulommiers, Victor de Marolles est maire de Marolles-en-Brie de 1888 à 1892. Il mourut subitement le 10 mars 1912 en ouvrant l’assemblée générale de la Corporation. Victor Taunay lui succède mais démissionne deux ans après pour raison de santé, remplacé par Alfred Tastevin de Nouvel pour le syndicat des journalistes, tandis que René Bazin, professeur de droit à Angers devient président de la Corporation des publicistes chrétiens.

## Sources
- Jacques Tuchendler, Les Roëttiers de la Tour et de Montaleau: orfèvres, francs-maçons, industriels - XVIIIe et XIXe siècles, 2014
- Michel Jarrige, L'antimaçonnerie en France à la belle époque: personnalités, mentalités, structures et modes d'action des organisations antimaçonniques, 1899-1914, 2006